# ABARA
ABARA(아바라)는 니헤이 츠토무가 그린 일본 만화 시리즈이다. 슈에이샤의 청년 만화 잡지 울트라 점프를 통해 2005년 5월 19일부터 2006년 3월 18일까지 연재되었으며 2권의 단행본에 수록되었다.
프랑스어 판권은 Glénat가, 폴란드어 판권은 JPF가, 영어 판권은 비즈 미디어가 라이선스를 받았다.

## 반응
이 만화는 2019년 "Best U.S. Edition of International Material—Asia" 부문에서 아이스너상 후보에 올랐다.